# Palikurs
Els Palikurs (també dits Aricours, Aukuyene, Karipúna-Palikúr, Palicur, Palijur, Palikour, Paricura, Paricuri, Parucuria, Parikwenê) són un grup amerindi de parla arawak que viuen al nord de l'estat d'Amapá i a l'oest de la Guaiana Francesa (comunes de Macouria, Régina, Roura i Saint-Georges-de-l'Oyapock). En total són 1.300 individus, uns 800 al Brasil i 550 a la Guaiana Francesa, on un dels sis grups ètnics amerindis.
Viuen principalment a prop dels rius Urucaua al Brasil, baix Oyapock, Roura mitjà i Macouria a la Guaiana Francesa, on poden estar exposats a la contaminació mercurial en relació amb la mineria d'or, en particular la mineria d'or a Guaiana i potser cianur si l'explotació d'or soterrània ha de sortir a l'exterior. Són un poble que a la fi de la dècada dels 1990 va ser considerat poc aculturat, però són sotmesos a l'aculturació a través dels missions pentecostals i adventistes.

## Economia
Els Palikurs subsisteixen en gran manera de la pesca amb arc i fletxa, complementat per la caça i l'horticultura. La planta més conreada és la mandioca, que es rosteix o és utilitzada per a la preparació de coques i cervesa. També es conrea la batata, canya de sucre, pebrots, carbasses, cotó i papaia, que han adoptat dels europeus, juntament amb els mango, cafè i arbres cítrics. Les relacions comercials entre els palikur i els europeus van començar a intensificar-se a principis del segle xviii, els productes agropecuaris i forestals són intercanviats per eines, arpons, roba i comptes de vidre. Fins al final del segle xix, el principal objecte comercial va ser el rostit de farina de mandioca. En els anys 1940 i 1950 van dur a terme un comerç intens amb pells de caimà, fins que els van esgotar. Els palikur fabriquen objectes de fusta, os, plomes i llavors de cotó. Actualment usen molt les escopetes de caça, arpons i fils de pesca de cotó.

## Història
La ubicació dels Palikur prop de la boca de l'Amazonia va fer d'ells una de les primeres tribus amaçòniques a contactar amb els europeus. Ja el 1507 el seu nom va ser registrat per l'explorador espanyol Vicente Yáñez Pinzón. A mitjans del segle xvii hi havia una població palikur estimada de 1.200 individus, dels quals 400 eren arquers, aproximadament un terç de la població indígena total entre els rius Cassiporé i Maroni. Van mantenir durant un segle una llarga guerra amb els galibi, i es van resistir a l'evangelització. Una expedició portuguesa de finals del segle xviii van cremar tots els pobles d'indis de la regió, que estava llavors sota la influència francesa, i va traslladar els palikur a l'interior del Brasil. En conseqüència, els palikur van quedar aïllats durant gran part del segle següent.
Després que el territori en disputa va ser finalment concedit al Brasil el 1900, el govern del Brasil va deportar els immigrants de la Guaiana Francesa. Més comprensius cap al creolé que els brasilers, els Palikur, amb l'excepció d'una família, es va traslladar a la Guaiana Francesa. El seu nombre ascendia a entre 200 i 300 persones.
La majoria dels brasilers menyspreaven als indis, i per la seva banda, el palikur no s'havia oblidat dels seus avantpassats esclavitzats pels portuguesos. En 1942, el Serviço de Proteção ao Índio (SPI) instal·là un servei de nacionalització a la zona amb el propòsit d'integrar els indígenes, però amb èxit limitat. Com a exemple, els ancians palikur van negar l'escolarització dels seus pobles pel fet que ho percebien com una forma d'esclavitud. No va ser fins a la dècada de 1960, amb la creació de la FUNAI, i tal com es van convertir al pentecostalisme, els va fer més sensible al govern brasiler. Entre 1977 i 1981 la FUNAI demarcà una zona comuna de 4.347 quilòmetres quadrats dels Palikur, Uaçá Galibi, i Karipúna. El 1980 s'hi va construir una església pentecostal a Ukumene, amb una població de 350, gairebé dos terços de la població palikuri del Brasil, i més d'un terç de la població palikur.

## Assentaments
El seu territori ancestral es troba al voltant del riu Urucaua. Entre 1982 i 1991 FUNAI va demarcar una àrea comuna de 5.181 km² pels palikurs, els Uaçá Galibi, i els Karipuna do Amapá.
El principal assentament dels palikurs és Kumenê. Altres assentaments al Brasil són Kuahi, Ywawka, Flecha, Mangue 1, Mangue 2, Tawari, Amomni, Kwikwit, Pwaytyeket, Kamuywa, i Urubu.
Els palikurs a la Guaiana Francesa viuen principalment als marges del riu Oyapock al llogaret de Trois-Palétuviers, i al municipi de Saint-Georges-de-l'Oyapock. A part de la població traslladada a Régina, Roura, Lamirande vora Balata, i al barri de l’îlet Malouin a Cayenne.